# Ba Cut

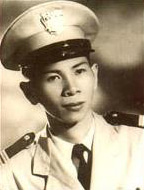
Ba Cut

Lê Quang Vinh, mer känd som Ba Cụt (Tredje kort på vietnamesiska, med hänvisning till fingret han själv delvis hade skurit av), född cirka 1923 i Long Xuyên i Vietnam, död 13 juli 1956 i Cần Thơ i Sydvietnam, var en militär befälhavare för den religiösa sekten Hòa Hảo som opererade från Mekongdeltat och kontrollerade olika delar av södra Vietnam under 1940-talet och tidigt 1950-tal.
Ba Cụt och hans styrkor stred mot såväl den franska kolonialmakten som den nationella vietnamesiska nationella armén (VNA), kommunistiska Việtminh och den religiösa rörelsen Cao Đài från 1943 fram till hans tillfångatagande 1956. Han var känd för sina egenheter och betraktades som en oberäknelig och grym ledare som stred med få ideologiska syften. Hans öknamn kom från den egna amputation av ett finger som en del av ett löfte under tonåren att besegra de franska koloniala styrkorna. Han svor senare att inte klippa håret tills kommunistiska Việtminh besegrades. Ba Cụt ingick ofta allianser med olika vietnamesiska fraktioner och även med fransmännen. Han accepterade alltid det materiella stödet som erbjöds i utbyte mot hans samarbete och bröt sedan avtalet. Ändå gjorde fransmännen överenskommelser med honom vid fem tillfällen. Den franska ställningen var svag eftersom deras militära styrkor hade tömts av genom andra världskriget och de hade stora svårigheter med att återupprätta kontrollen över Franska Indokina, som hade lämnats i ett maktvakuum efter Japans nederlag.
I mitten av 1955 försvårades läget för de mindre militära grupperingarna i Vietnam då den nyuprättade Staten Vietnams premiärminister Ngo Đình Diệm och hans armé började befästa sitt grepp om södern. Ba Cụt och hans allierade drevs in i djungeln och deras ställning hotades av regeringsoffensiver. Efter nästan ett år av stridigheter tillfångatogs Ba Cụt. Han dömdes till döden och halshöggs offentligt i Cần Thơ.